# 花王戒
《花王戒》（韓語：화왕계）是《三国史记·列传第六》收录的新罗文人薛聪所作的一篇骈文寓言（《东文选》亦以《讽王书》之题名收录此文）。薛聪是“新罗十贤”之一，写过很多文章，但只有《花王戒》一篇留世。此文亦是朝鲜文学史上最早的寓言作品。:178-182:79-80:48
《花王戒》是薛聪献给新罗神文王的讽谏作品。作品以花王牡丹比喻国王，蔷薇比喻宫中美女和一切奸佞之徒，白头翁比喻忠直敢谏者，讽刺神文王的荒淫生活和腐败的朝政。神文王听过寓言后说：“子之寓言诚有深志”，并表示应此作为今后王者的借鉴。:178-182:79-80:48
此文构思巧妙、辞藻华丽、语言流畅，有着很高艺术价值。薛聪所在的初唐时期，中国已经出现了许多优秀的骈文作品，但以拟人化植物为主角的寓言作品是极其罕见的。《花王戒》在朝鲜文学史上有开先河之功，对朝鲜后世寓言的创作影响深远，并被视为朝鲜讽刺小说的嚆矢。:178-182:79-80:48

## 《三国史记》的转录
昔花王之始来也，植之以香园，护之以翠幕，当三春而发艳，凌百花而独出。于是自迩及遐，艳艳之灵，夭夭之英，无不奔走上谒，唯恐不及。
忽有一佳人，朱颜玉齿，鲜妆靓服，怜俜而来，绰约而前。曰：“妾履雪白之沙汀，对镜清之海。而沐春雨以去垢，袂清风而自适，其名曰蔷薇。闻王之令德，期荐枕于香帏。王其容我乎？”
又有一丈夫，衣布韦带，戴白持杖，龙钟而步，伛偻而来。曰：“仆在京城之外，居大道之旁。下临苍茫之野景，上倚嵯峨之山色。其名曰白头翁。窃谓左右供给虽足，膏粱以充胀，茶烟以清神。巾衍储藏，须有良药以补气，恶石以蠲毒。故曰：‘虽有丝麻，无弃菅蒯；凡百君子，无不代匮。’不识王亦有意乎？”
或曰：“二者之来，何取何舍？”花王曰：“丈夫之言，亦有道理。而佳人难得，将如之何？”丈夫进而言曰：“吾谓王聪明识理义，故来焉耳。今则非也。凡为君者，鲜不亲近邪佞，疏远正直。是以孟轲不遇以终身，冯唐郎潜而皓首。自古如此，吾其奈何！”花王曰：“吾过矣！吾过矣！”